# 흉상어
흉상어(兇 ── , sandbar shark, 학명: Carcharhinus plumbeus)는 흉상어목 흉상어과의 물고기이다. 대서양과 인도태평양에 서식한다. 등지느러미가 매우 높은 것이 특징이다.